# Nord 1300
Dimensions
Le Nord 1300 (généralement prononcé « Nord treize cents ») est la version construite en France par la SNCAN après la seconde guerre mondiale du planeur allemand Schneider Grunau Baby.

## Histoire
A l'issue de la Seconde Guerre mondiale, le vol à voile français, à l'instar du reste du pays, est dévasté. Les planeurs qui n'ont pas péri au cours des hostilités sont obsolètes. La direction des sports aériens créée pour remédier à cet état de fait est munie de larges crédits et passe de grosses commandes de planeurs français étudiés pendant l'occupation (S.A. 103 Émouchet, Caudron C 800, Castel C-301S et 310), mais aussi de 400 Nord 1300 et 210 Nord 2000 d'origine allemande. Pour des raisons budgétaires ces commandes seront ramenées à 265 et 100.
On parle généralement de production sous licence mais il existe une possibilité qu'il s'agisse plutôt d'une "récupération" des liasses de plans et des outillages allemands à la fin de la guerre. Selon Raymond Sirretta le planeur a quand même subi quelques modifications sur lesquelles il ne s'étend pas mais qui selon ses termes « ont transformé le bon planeur d'entraînement qu'était le Grunau en veau complet », ce qui semble aussi être l'avis du Centre d'essais en vol de Brétigny-sur-Orge.
Le nom complet du modèle était initialement Nord 1300 Norbaby. Renforcé et alourdi par rapport au Grunau il lui sera jugé inférieur par les utilisateurs de même qu'au S.A. 103 Émouchet.
En 2019, le site de la DGAC compte encore 33 planeurs inscrits sur le registre des aéronefs.

## Construction
Il s'agit d'un monoplace monoplan à ailes hautes haubanées. Sa construction est en « bois et toile » avec un fuselage de section hexagonale et un cockpit ouvert. Le capot amovible portant le pare-brise comporte deux petits hublots ronds dont la fonction est d'éclairer les instruments de vol. Son atterrisseur est composé d'un patin en frêne et d'une béquille de queue.

## Vols
Selon les observations du CEV, il était longitudinalement stable et bien amorti mais très instable transversalement en utilisation normale avec une tendance au virage engagé. Les ailerons étaient moins efficaces que ceux du Grunau. Son important lacet inverse et la faible efficacité de la gouverne de direction obligeaient à piloter commandes croisées en ascendance et il était délicat à piloter pendant le remorquage. Le décrochage se produisait entre 30 et 48 km/h avec une faible abattée mais un départ en autorotation en cas de dissymétrie. Testé jusqu'à 125 km/h en configuration lisse, ses performances étaient très modestes avec une chute mini de 0,94 m/s à 55 km/h.
Conclusion : « Dans l'ensemble plutôt inférieur au modèle d'origine et peu susceptible d’amélioration, ce monoplace d'entraînement ne pouvait constituer qu'un appareil de transition dépassé dans l’attente d'un successeur. »
A l'usage, sa faible finesse, sa robustesse, ses aérofreins très efficaces et son atterrisseur rustique le rendaient facile à poser même en campagne. Il est resté un des principaux planeurs d'entraînement pour les jeunes "lâchés" (avec le Castel 310P et le S.A.103 Émouchet) jusqu'à l'arrivée de la génération suivante (Wassmer Javelot, M100 Mésange, Avialsa A60 Fauconnet) voire un peu après.